# Didier Comès

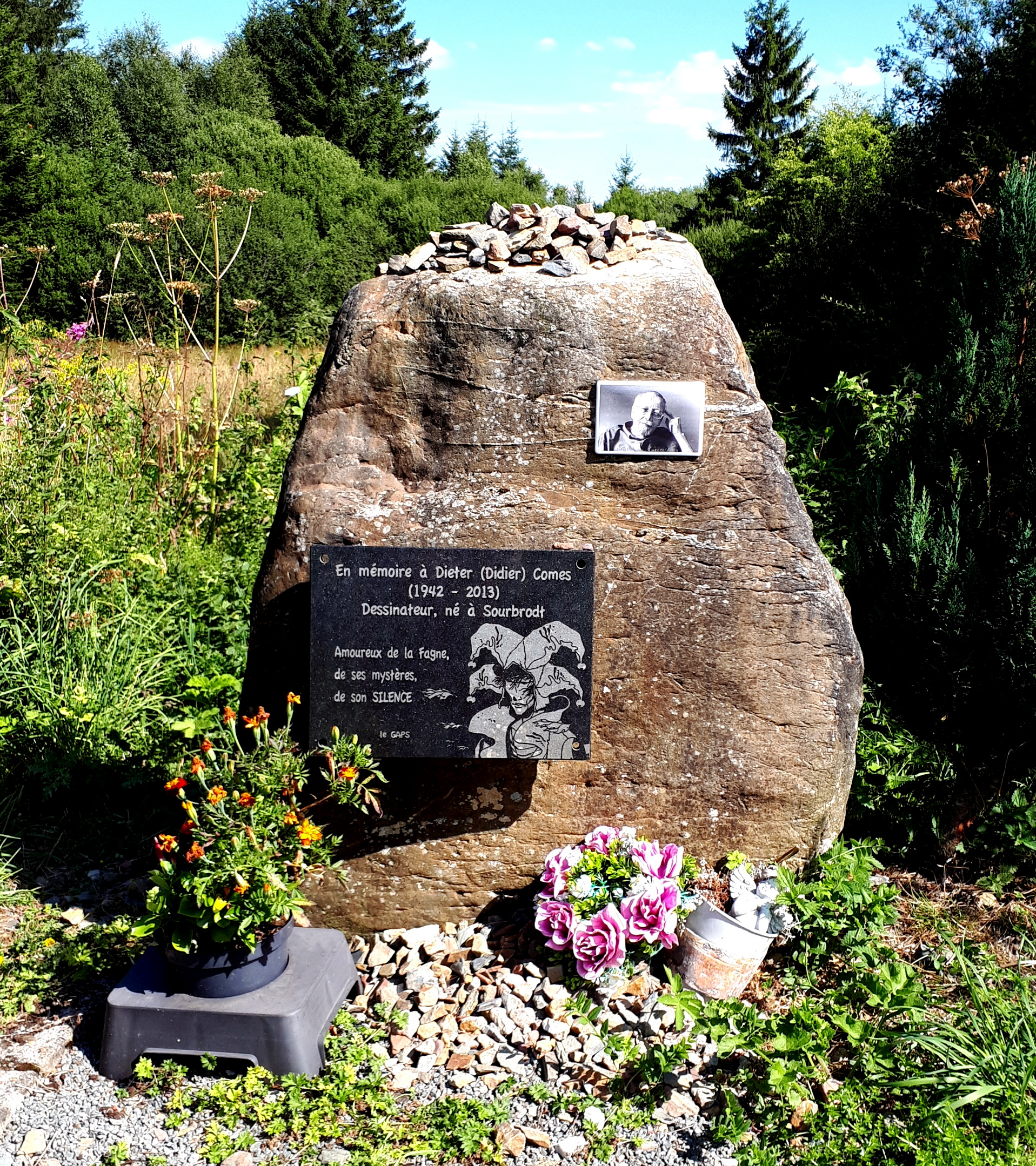
Gedenkstein für Didier Comes im Rurtal bei Sourbrodt

Didier Comès (* 11. Dezember 1942 in Sourbrodt; † 7. März 2013 ebenda) war ein belgischer Comiczeichner.

## Leben und Werk
Comès, dessen Comics häufig nur unter Nennung seines Nachnamens veröffentlicht werden, wurde als Dieter Hermann Comes in dem von Deutschland besetzten belgischen Ort Sourbrodt nahe der deutschen Grenze geboren. Sein Vater war Deutscher, seine Mutter Französin. Sein Vorname wurde 1949 von der Schulleitung der Gemeindeschule im Ortsteil Sourbrodt-Bahnhof in Didier umgeändert.
Nach dem Besuch von Zeichenkursen, die er in Malmedy absolvierte, arbeitete Comès von 1959 bis 1969 als Industriedesigner in einer Textilfabrik in Verviers. Seine ersten professionellen Comiczeichnungen veröffentlichte er in der wöchentlich erscheinenden Jugendbeilage der Zeitung Le Soir. Später folgen Arbeiten für Spirou, Pilote und A Suivre. Comès war ein Weggefährte von berühmten Comiczeichner wie Jacques Tardis, Francois Bourgeon, Enki Bilal und Francois Schuiten; er gehörte mit ihnen zum festen Autorenstamm der renommierten Comiczeitschrift A Suivre. Seinen internationalen Durchbruch schaffte Comès mit dem Comic-Roman Silence, für den er 1980 den Yellow Kid, den Grand Prix Saint-Michel und 1981 den Prix Alfred für das beste Album erhielt.
In den Anfängen oszillierte sein Stil zwischen Funny und Science Fiction, Ende der 70er Jahre kam er zu seiner unverwechselbaren Strichführung, die eine große Ähnlichkeit mit seinem Vorbild Hugo Pratt aufwies. Typisch für seine Kunst war die Affinität zu Außenseitern, die von der Gesellschaft stigmatisiert und verstoßen wurden. Auch der Einbruch des Surrealen in die realistisch wirkenden Milieus wurde in Silence, der Stumme, Die Wildkatze und Eva zu seinem Markenzeichen. Alptraumhafte Bilder und eine expressive, schwarz-weiße Grafik sowie die erzählerische Tiefe seiner Comics üben eine Sogwirkung auf den Leser aus.
2012 wurde eine umfangreiche Retrospektive seines Werks im Museum für Schöne Künste in Lüttich ausgestellt. Comès erlag im Alter von 71 Jahren den Folgen einer Lungenentzündung. In seinem Geburtsort Sourbrodt wurde Comès, der sich gerne als Bastard zweier Kulturen bezeichnete, ein Gedenkstein errichtet, der am Rande des Hohen Venns steht.

## Werke (Auswahl)
- Silence, der Stumme. Carlsen Verlag, Reinbek 1982, ISBN 3-551-02701-3 (Originaltitel: Silence.).
- Die Wildkatze. Edition Moderne, Zürich 1990, ISBN 3-907010-51-5 (Originaltitel: La belette.).
- Eva. Edition Moderne, Zürich 1992, ISBN 3-907010-64-7.